# آلن غارسيا
آلن غارسيا (بالإسبانية: Alan García)‏، ‏(23 مايو 1949، ليما - 17 أبريل 2019)، سياسي من دولة البيرو الذي ترأسها من 1985 إلى 1990 وهو الرئيس الرابع والأربعين والسابع والأربعين للبيرو بعد إعادة انتخابه من جديد رئيسا لها في 4 يونيو 2006 إلى غاية 28 يوليو 2011. ويعرف أيضا باسم مستعار وهو "Caballo loco" ويعني الحصان المجنون. ينحدر آلن من عائلة من الطبقة المتوسطة.

## وفاته
توفي في 17 أبريل 2019، حيث أقدم على الانتحار قبل دخول قوات الشرطة إلى منزلهِ من أجل إلقاء القبض عليه في قضية رشوة.

## روابط خارجية
- آلن غارسيا على موقع الموسوعة البريطانية (الإنجليزية)
- آلن غارسيا على موقع مونزينجر (الألمانية)
- آلن غارسيا على موقع إن إن دي بي (الإنجليزية)